# Moe Szyslak
Moe Szyslak és un personatge de ficció de la sèrie animada televisiva Els Simpson, és el propietari del bar Moe's Tavern. També és un metge cirurgià sense llicència. La veu original és de Hank Azaria. A Amèrica Llatina està doblat per Jorge Ornelas i en la versió castellana d'Espanya per Juan Perucho. El personatge va ser introduït a l'episodi nadalenc Simpsons Roasting on an Open Fire el 17 desembre de 1989.
Hank Azaria va declarar que la veu de Moe és basada en la veu d'Al Pacino jove abans la mutació de la veu. En les seves primeres aparicions, Moe tenia pèl negre, al contrari dels capítols actuals on té pèl gris.

## Biografia
El nom complet de Moe és Morris Lester Szyslak. Aparentment és immigrant, i s'ha fet referència que és italià, rus i, últimament, neerlandès. En un capítol va dir que havia nascut a Indiana. El seu cognom, Szyslak, sembla originari d'Hongria o Polònia. Vol amagar costi el que costi que és immigrant. Son pare, Morty, amb la veu de Ray Liotta i sa germana Minnie, amb la veu de Debi Mazar, van aparèixer l'abril 2018. Entertainment Weekly descriu Morty, que va tenir un gran impacte en Moe, com una versió més groller i astut que Moe.
Tant, que al capítol al qual es vol imposar una polèmica llei a Springfield en la qual s'exporta els immigrants i la família Simpson ajuda Apu a aprovar l'examen per a obtenir la nacionalitat es pot observar Moe en l'examen amb un bigoti postís i tapant-se la cara, això dona a entendre que Moe és immigrant. A l'examen es troben altres immigrants de Springfield com Luigi (el pizzer) Willie el de manteniment, entre d'altres.
Moe és el propietari i únic cambrer del bar Moe's Tavern, on el seu treball es limita a servir cervesa Duff a l'escassa clientela. Allà és on, des del principi, ha estat el blanc de les bromes telefòniques de Bart i Lisa Simpson. A diverses ocasions ha intentat reformar i rebatejar el bar, però tots els intents han fracassat.
Moe és un solitari empedreït, bo i de mal humor, «la vàlvula de securitat per a la crueltat» la qual cosa el posa de tant en tant a la vora del suïcidi. És poc atractiu, prim i brut (de fet va tenir la cara retocada per cirurgia estètica fugaçment per a millorar la seva imatge), encara que això no li ha impedit trobar fugaçment l'amor. Va tenir una relació amb una dona que es deia Renee, una altra amb la mestra Edna Krabappel i se l'ha vist especialment interessat en Marge Simpson, ja que aprofita cada oportunitat per a intentar seduir-la. Durant la reunió celebrada a Can Simpson per motiu del soterrament de Maude Flanders, Moe confia a Ned Flanders haver-se sentit atret per Maude. No menys conflictiva és la relació amb els clients de la taverna: Barney Gumble, Homer, Lenny i Carl, entre d'altres.
Encara que en un capítol se li veu explicant-li contes a nens a hospitals i a rodamóns a refugis.
En Moe es converteix en mainadera, deprimit perquè ningú l'estima, tracta de suïcidar-se saltant des d'un pont i a l'aixecar els braços per a llançar-se atrapa Maggie que havia sortit comiat del cotxe familiar després d'una frenada. Després de l'incident es convertirà en la seva mainadera i la figura paterna que tant va buscar Homer i que mai va trobar.
Quant a la seva relació amb Homer, sol ser amic, però és molt trapella, ja que sempre incita i crida quan cal debatre una mica en grup, diu ser amic de Homer però va contra ell quan aquesta amb altres persones. També estima a Marge, però això sembla no importar-li a Homer, ja que Moe sempre falla en els seus intents, sap moltes més coses d'ella.
Les accions de Moe sempre estan al caure de la llei: va estar a punt de ser expulsat de Springfield per ser immigrant. Ha venut alcohol durant l'època de la Llei Seca als Estats Units, organitzat sessions de ruleta russa i traficat amb animals (ossos pandes i fins a una orca). Ni tan sols té llicència per a atendre la taverna, ja que el permís que ostenta està caducat des de 1979 i és de l'estat de Rhode Island. En un episodi mira cap avall de la barra i es veu que hi ha persones apuntades per l'escletxa d'una petita porta al sòl, pel que sabem que també s'ha dedicat al tràfic de persones. A més, és cirurgià sense títol ni carrera.
| «                                                                  | Si un dia faig el darrer alé, seré sol, lleig i… mort. | » |
| — Moe Szyslak, «Una parella per a Moe», 26 d'octubre 1998, sèrie 9 |                                                        |   |